# Thoron rivalis
Thoron rivalis är en stekelart som beskrevs av Johnson och Lubomir Masner 2004. Thoron rivalis ingår i släktet Thoron och familjen Scelionidae. Inga underarter finns listade i Catalogue of Life.